# Saprolegnia
Genre
Le genre Saprolegnia est un genre de micro-organismes qui ressemblent aux champignons. Ce sont des Oomycètes, et les analyses phylogénétiques ont montré qu'ils étaient en réalité éloignés des champignons. Ces organismes sont communs dans l'eau, sur les déchets organiques et les cadavres de petits animaux. La plupart des espèces sont des organismes saprophytes, mais certaines espèces sont pathogènes ou parasites :
- provoquant des mycoses chez l'homme
- ou des maladies chez l'animal :
  - taches blanches sur les branchies des poissons rouges,
  - pourrissement des pontes d'écrevisses

## Liste d'espèces
Selon Catalogue of Life (14 juin 2012) :
- Saprolegnia anisospora
- Saprolegnia australis
- Saprolegnia crustosa
- Saprolegnia delica
- Saprolegnia diclina
- Saprolegnia eccentrica
- Saprolegnia ferax
- Saprolegnia furcata
- Saprolegnia glomerata
- Saprolegnia hypogyna
- Saprolegnia itoana
- Saprolegnia lapponica
- Saprolegnia litoralis
- Saprolegnia megasperma
- Saprolegnia mixta
- Saprolegnia monilifera
- Saprolegnia monoica
- Saprolegnia parasitica
- Saprolegnia polymorpha
- Saprolegnia shikotsuensis
- Saprolegnia subterranea
- Saprolegnia terrestris
- Saprolegnia turfosa
- Saprolegnia unispora

Selon ITIS (14 juin 2012) :
- Saprolegnia acedamica
- Saprolegnia delicata
- Saprolegnia diclina Humphrey
- Saprolegnia eccentrica (Coker) Seym.
- Saprolegnia ferax Kütz.
- Saprolegnia furcata Maurizio
- Saprolegnia hypogyna (Pringsh.) de Bary
- Saprolegnia invaderis
- Saprolegnia megasperma Coker
- Saprolegnia monilifera de Bary
- Saprolegnia monoica de Bary
- Saprolegnia parasitica Coker
- Saprolegnia subterranea Dissmann
- Saprolegnia terrestris Cookson ex Seym.
- Saprolegnia torulosa de Bary
- Saprolegnia turfosa (Minden) Gäum.

Selon NCBI (14 juin 2012) :
- Saprolegnia anisospora
- Saprolegnia anomalies
- Saprolegnia asterophora
- Saprolegnia australis
- Saprolegnia bulbosa
- Saprolegnia delica
- Saprolegnia diclina
- Saprolegnia eccentrica
- Saprolegnia ferax
- Saprolegnia furcata
- Saprolegnia hypogyna
- Saprolegnia lapponica
- Saprolegnia litoralis
- Saprolegnia longicaulis
- Saprolegnia megasperma
- Saprolegnia mixta
- Saprolegnia monilifera
- Saprolegnia monoica
- Saprolegnia multispora
- Saprolegnia oliviae
- Saprolegnia parasitica
  - non-classé Saprolegnia parasitica CBS 223.65
  - non-classé Saprolegnia parasitica N12
- Saprolegnia polymorpha
- Saprolegnia salmonis
- Saprolegnia semihypogyna
- Saprolegnia subterranea
- Saprolegnia terrestris
- Saprolegnia torulosa
- Saprolegnia turfosa
- Saprolegnia unispora